# El Tecolote, Salinas
El Tecolote är en ort i Mexiko.   Den ligger i kommunen Salinas och delstaten San Luis Potosí, i den centrala delen av landet, 500 km nordväst om huvudstaden Mexico City. El Tecolote ligger 2 218 meter över havet och antalet invånare är 142.
Terrängen runt El Tecolote är en högslätt. Runt El Tecolote är det glesbefolkat, med 13 invånare per kvadratkilometer. Närmaste större samhälle är Salinas de Hidalgo, 16,5 km sydost om El Tecolote. Omgivningarna runt El Tecolote är i huvudsak ett öppet busklandskap.